# 모잠비크틸라피아
모잠비크틸라피아는 농어목 시클리드의 물고기이다.

## 특징
기본 몸색깔은 흐린 녹색 또는 노란색이고, 약간의 줄무늬가 있을 수 있다. 성체의 몸길이는 약 35cm에 이르고 몸무게는 1.13kg에 이른다. 최대 11년 동안 산다. 또 알을 입에 넣어 새끼를 기른다.

## 식성
모잠비크틸라피아는 잡식동물이다. 모잠비크틸라피아는 해조류에서 뿌리 식물에 이르기까지 쇄설물, 규조류, 무척추동물, 치어와 식물을 먹는다.